# Seanad Éireann
Seanad Éireann [ˈʃanəd̪ ˈeːrʲən] (Irlands senat) er overhuset i Oireachtas, Republikken Irlands lovgivende forsamling. 
Senatsmedlemmerne vælges ikke direkte, men udpeges af forskellige instanser. De fleste love som vedtages af underhuset Dáil Éireann må lægges frem for Seanad før de kan sendes videre til Irlands præsident. Seanad har dog begrænsede muligheder til at påvirke processen, da den ikke har vetoret. Dersom medlemmerne er uenige i et lovforslag kan de sende det tilbage til Dáil, som må vedtage et igen og gennem den anden vedtagelse overstyre Seanad.
Seanad har siden oprettelsen været lokaliseret i Leinster House i Dublin. 

## Sammensætning
Seanad Éireann har 60 medlemmer som vælges således:
- 11 udpeges af taoiseach (statsministeren).
- 6 udpeges af National University of Ireland og University of Dublin (tre hver).
- 43 vælges af paneler af i Dáil Éireann, siddende senatorer og lokalpolitikere. Panelene nomineres af medlemmerne af Oireachtas og visse organer som har fået nomineringsret. Panelerne er delt ind efter fagområder: Kultur og uddannelse, jordbrug, arbejde, industri og handel, og administration.

Valget til Seanad skal i henhold til Republikken Irlands grundlov ske ikke senere end 90 dage efter opløsningen af Dáil. Alle irske borgere som er over 21 år gamle kan sidde i Seanad.

## Myndighed
Selv om love må godkendes af Seanad har det ingen reel magt til at stoppe et lovforslag. 
Grundloven Fastsætter følgende vilkår for Seanad Éireann:
- Dersom et lovforslag som er vedtaget af Dáil ikke er blevet godkendt af Seanad inden 90 dage kan Dáil efter en venteperiode på yderligere 180 dage beslutte at sagen kan godkendes.
- Økonomiske beslutninger, som budgettet, kan forudsættes godkendt af Seanad efter 21 dage.
- Ved hastelove kan tiden som må gå før lovforslaget kan forudsættes godkendt reduceres af regeringen med præsidentens samtykke. Dette gælder ikke grundlovsændringer.
- Fordi taoiseach udnævner 11 repræsentanter, og hovedandelen af de andre repræsentanter er valgt af politikere, vil regeringen næsten altid have støtte fra majoriteten i Seanad.
- Seanad kan vedtage at bede præsidenten om at udnævne et udvalg for at undersøge om et lovforslag er en økonomisk beslutning (som har kortere ventetid end andre sager) eller ikke. Præsidenten har ret til at afvise oprettelsen af et sådant udvalg.
- Hvis en majoriteten af medlemmerne af Seanad og mindst en tredjedel af medlemmerne i Dáil godkender en erklæring om at et lovforslag er af "stor national betydning" kan præsidenten nægte at underskrive loven før den er vurderet i en folkeafstemning.

| Parti          | Antal af senatorer |
| -------------- | ------------------ |
| Fianna Fáil    | 25                 |
| Fine Gael      | 15                 |
| Uafhængige     | 9                  |
| Ledige pladser | 2                  |
| Labour Party   | 6                  |
| Green Party    | 3                  |

Partiet Progressive Democrats har haft 2 senatsmedlemmer, men blev opløst den 8. november 2008.